# 福島のぶひろの いんじゃない?
『福島のぶひろの いんじゃない?』（ふくしまのぶひろのいんじゃない?）は、MBSラジオで2019年10月4日から放送中の生ワイド番組である。略称は「福金」（ふくきん）。毎日放送アナウンサー・福島のぶひろ（福島暢啓）の冠番組でもあるが、2024年3月29日までは『福島のぶひろの、金曜でいいんじゃない?』（ふくしまのぶひろのきんようでいいんじゃない?）というタイトルで放送していた。
2021年10月1日までは、基本として毎週金曜日の15:30 - 17:43に放送。2019・2020年度のナイターオフ期間には、『もうちょっと、いいんじゃない?』という関連番組を17:45 - 18:00に編成した。2021年10月8日からは、「夕方もポチっとMラジ」（平日夕方の生ワイド番組レーベル）金曜枠の番組として、放送時間を15:00 - 17:43（いずれもJST）に変更している。

## 概要
MBSラジオで複数の冠番組（『福島のぶひろの、どうぞお構いなく。』や『次は〜新福島!』シリーズ）を担当している福島が、平日の夕方に初めてパーソナリティを務める生ワイド番組。「平日と週末が交差する金曜日の夕方の時間帯に、2時間13分の『リラックスゾーン』を設ける」という趣向で、福島が自身で取材した「新鮮な情報」を届け ながら、「もう鎧を脱ぎ始めちゃって、いいんじゃない?」とリスナーに思わせるほど肩肘の張らないトークを展開している。
福島の上司（毎日放送アナウンス部長→チーフアナウンサー）で、かつて『 - どうぞお構いなく。』にも出演していた関岡香が福島をサポート。オープニングテーマ曲は『In The Night』（Cheryl Lynnが1981年に発表した楽曲）で、「この曲のタイトル（イン・ザ・ナイト）に語感が似ている」との理由から、番組のタイトルを「いいんじゃない?」という表現で結ぶことが決まったという。
2021年9月10日に通算の放送回数が100回、2022年9月2日に150回へ到達した。

### 番組開始までの経緯
MBSラジオでは、2014年4月から毎週金曜日の夕方に通年で放送していた『松井愛のすこ〜し愛して♥』の放送枠を、2015年の4月改編で平日のランチタイム（10:30 - 12:30）へ移動。2009年4月から平日のランチタイムに編成されていた『上泉雄一のええなぁ!』（いずれも福島の先輩アナウンサーがパーソナリティを務める生ワイド番組）については、2005年4月から月 - 木曜日の夕方に放送されてきた『ノムラでノムラだ♪』シリーズを終了させたうえで、月 - 金曜日夕方の生ワイド番組として再スタートを切った。
2019年10月改編からは、『上泉雄一のええなぁ!』の放送枠を月 - 木曜日に集約させる一方で、金曜分の放送枠を当番組が継承。『ノムラでノムラだ♪』以降の生ワイド番組に続いて、『ネットワークトゥデイ～今日のニュースのまとめ～』（本編をMBSで独自に制作する企画ネット版）の金曜分を17:30前後に内包するほか、『ええなぁ!』からも一部のコーナー、スポンサー、『こんちわコンちゃんお昼ですょ!』（前枠の生ワイド番組）出演者とのクロストークを引き継いだ。
2017年度から、日本プロ野球（NPB）のオフシーズン限定で火 - 金曜日の17:45 - 18:00に放送されてきた『上泉雄一 今日のウワ言』（『ええなぁ!』本編の終了後に事前収録番組の『地震防災メモ（または「気象一口メモ」）』をはさんで上泉雄一がモノローグ方式で進行する生放送番組）については、本編の金曜分終了に伴って、放送曜日を火- 木曜日に集約。金曜分の放送枠を、NPBのオフシーズン限定で『もうちょっと、いいんじゃない?』（当番組の関連番組）に充てていた。
福島がMBSラジオで担当する他の冠番組については、『次は〜新福島!』（2017年度からナイターオフ期間の火 - 木曜日20・21時台に編成されていた生ワイド番組シリーズ）の放送曜日を火曜日と水曜日に集約。当時土曜日の未明（金曜日の深夜）に放送されていた『福島のぶひろの、どうぞお構いなく。』では、月に1回実施してきた「進行表のない生放送」を事前収録へ完全に移行する措置を講じたが、2020年3月21日未明（20日深夜）放送分で終了した。

### 「夕方もポチっとMラジ」金曜枠への編入
MBSラジオの2021年10月改編では、『上泉雄一のええなぁ!』の放送枠を『子守康範 朝からてんコモリ!』の後継番組扱いで（金曜日を含めた）平日の6:00 - 8:00に移動。改編前まで長らく8:00 - 10:30に編成されてきた『ありがとう浜村淳です』の放送時間を30分短縮する代わりに、『松井愛のすこ～し愛して♥』『こんちわコンちゃんお昼ですょ!』の放送枠を30分ずつ繰り上げたうえで、「夕方もポチっとMラジ」（平日の15:00から日替わりのパーソナリティを迎えて放送する生ワイド番組のレーベル）を新設した。当番組も上記レーベルの金曜枠に組み込まれる関係で、放送開始時間を改編前から30分繰り上げるとともに、本編の放送枠を30分拡大している（月 - 木曜枠の新番組については当該項で詳述）。ただし、ECCがスポンサーに付いている15時の時報が『こんちわコンちゃん』と（当番組を含む）「夕方もポチっとMラジ」枠の番組の間に入る関係で、前述したクロストークについては改編を機に全曜日で終了。また、15時の時報の前に（ECCの時報CMを含めた）1分間のステーションブレイク枠が新設されている。
なお、2021年度以降は『もうちょっと、いいんじゃない?』をナイターオフ期間に編成せず、同番組の放送枠を2021年10月15日から『Mラジこどもスマイル!』（2021年10月改編まで『ええなぁ!』の火曜日→水曜日で上泉のパートナーを務めた村瀬哲史と小学生が出演するSDGs関連の事前収録番組）に充てている。
その一方で、2024年4月5日放送分からは、番組のタイトルを『福島のぶひろの いんじゃない?』に変更。番組タイトルから「いいんじゃない?」というフレーズを組み込んでいた一部コーナーの名称や、公式サイト・番組グッズなどで使用するタイトルロゴのデザインも、新しい番組タイトルに合わせて改められた。もっとも、放送の時間帯、出演者の顔触れ、主なコーナー、コーナースポンサーなどについては、同日以降も改題前（『いいんじゃない?』時代の最終盤）の体制を維持している。

## 放送時間
本編については、放送済みの音源を、放送終了後からラジオクラウドやMBSラジオのYouTube公式チャンネルで配信している。
- 毎週金曜日 15:30 - 17:43（2019年10月4日 - 2021年10月1日）
  - ナイターオフ期間（基本として10月上旬 - 翌年3月下旬、2020年度は後述する事情で2020年12月4日 - 2021年3月）のみ、本編に加えて、『もうちょっと、いいんじゃない?』を17:45 - 18:00に生放送。
  - 日本国内における新型コロナウイルス感染拡大の影響で2020年7月から1年間延期されていた2020東京オリンピックの開催期間（2021年7月23日 - 8月8日）および直前には、以下の民放ラジオ統一番組（いずれも事前収録）を1コーナー扱いで内包している。
    - 7月16日：『直前!東京2020オリンピック情報』（新保友映・笹木かおり出演の夕方放送分[7]）を16:50 - 16:51に内包（月  - 木曜分は同じ時間帯に『上泉雄一のええなぁ!』内、土曜分は『豊永真琴のMBSミュージックパーク』内、日曜分は単独番組として放送）
    - 7月23日・ 30日および8月6日：『東京2020オリンピックハイライト』の夕方放送分[8]を16:05 - 16:15に内包（出演者と他曜日分への対応は前述）
- 毎週金曜日 15:00 - 17:43（2021年10月8日 - ）

## 出演者

### 現在（2021年10月以降）

#### パーソナリティ
いずれも、出演期間中は毎日放送のアナウンサー。
- 福島暢啓
- 関岡香
  - 福島が出生した1987年に毎日放送へ入社して以来、アナウンサーとして勤務しているが、当番組では福島のことを「福ちゃん」と呼んでいる。2022年には、福島によるプロデュース企画の一環として、9月21日に『法話が届くお年頃』というオリジナル曲で58歳にして「アイドルデビュー」を果たした。
  - 福島と関岡は、当番組の翌朝にTBSテレビ系列で放送している『サタデープラス』（毎日放送の制作による本社スタジオからの生放送番組）でも、2023年10月7日放送分からナレーターに起用。福島は、当番組の開始前（2017年8月19日から2020年3月28日までの期間）にも、「情報プレゼンター」という肩書でスタジオやロケVTRに出演していた。
  - 関岡は毎日放送正社員としての定年（60歳）を2024年4月30日に迎えてからも、嘱託扱いの「シニアスタッフ」として同局に在籍（同月19日放送分の当番組のオープニングトークで最初に公表）。当番組でも、「毎日放送（MBS）アナウンサー」という肩書のままパーソナリティを続けている。正社員定年前最後の放送日（4月26日）には毎日放送の慰労休暇へ入っていたため、正社員としては前週（4月19日放送分）まで、「シニアスタッフ」としては移行の3日後（5月3日放送分）から出演。このような事情から、4月26日の生放送には弘松優衣（石川テレビ放送出身のフリーアナウンサー）を関岡の代役に立てた。

##### スタジオへ出演できない場合の対応
- 2020年5月1日放送分では、福島が『次は～新福島!』シリーズと同様に（『もうちょっと、いいんじゃない?』を含めて）単独で生放送を進行した。関岡が胃腸炎で4月27日から毎日放送を欠勤していたことによる。
- 2021年6月11日放送分では、福島が自宅から全編にわたって電話で出演。MBSラジオのスタジオからの進行を、関岡が一手に担った。関岡の後輩・福島の先輩アナウンサーで『よんチャンTV』（福島が同年3月29日から月曜日のアナウンサー企画をレギュラーで担当しているMBSテレビ平日夕方の報道・情報番組）メインパーソナリティの河田直也が新型コロナウイルスへ感染していることが6月11日に判明した[9]ことを受けて、毎日放送が前日まで河田と一定の接触があった社員・スタッフ（福島など）を対象に同日から自宅待機措置を講じたことによる[10]。福島には当日受診のPCR検査で陰性が確認されたため、生放送番組（当時MCを務めていた『土曜のよんチャンTV』など）へのスタジオ出演を翌12日から再開している。
  - 福島自身も、体調不良がきっかけで2022年1月28日（金曜日）の午前中に受診したPCR検査で陽性反応が出たため、同日と翌週（2月4日）の生放送を休演したうえで療養に専念。当番組ではタイトルを変えないまま、1月28日放送分で西靖[11]、2月4日放送分で近藤亨（いずれも自身の先輩・関岡の後輩に当たるアナウンサー）をパーソナリティ代理に立てた。福島は両日とも療養先から当番組にメッセージを送っていたが、療養期間中に受診したPCR検査で陰性が確認されたことを受けて、2月11日放送分からスタジオへの出演を再開。
- 2021年8月13日放送分では、関岡が微熱を出した影響で休演したため、後輩アナウンサーの山崎香佳が福島のパートナーを務めている。
- 2022年9月30日放送分では、関岡に新型コロナウイルスへの感染が確認されたことを受けて、『土曜のよんチャンTV』で福島のアシスタントを務めていた清水麻椰（関岡・福島の後輩アナウンサー）がパートナーを急遽代行した。
- 2024年4月26日の生放送には、東大阪市（同局およびMBSラジオの放送対象地域内）の出身で毎日放送グループの番組にレギュラーで出演した経験がない弘松優衣が、関岡に代わって全編へ出演した（前述）。
  - 福島によれば「関岡が毎日放送の正社員定年を前に休演する場合には、当番組やMBSラジオと関係の薄い人を、あえて代役に立ててみたかった」とのことで、実妹（放送作家の弘松メイ）がMBSラジオへ出入りしていることを以前から知っていたことなどを背景に、他局（フジテレビ系列のテレビ単営局である石川テレビ）の元・アナウンサーで「近年はテレビを含めて、放送の仕事からもほぼ遠ざかっていた」という優衣を代役に選んだという。ちなみに前週（4月19日放送分）には、代役を務める人物を予想させるクイズをリスナーに向けて放送中に出題。弘松の代演については、このクイズの正解の発表を兼ねて、同日放送分のエンディングで初めて公表された。
  - 関岡が通常どおり福島のパートナーを務めていた2024年5月24日放送分の「週末ですよー」（17時台前半のコーナー）には、弘松が「週末案内人」（石川テレビへの勤務中に居住していた石川県の魅力と観光スポットを紹介するプレゼンター）として出演。関岡との初共演を果たした。

#### コーナーレギュラー
- 代走みつくに
  - 松竹芸能の所属のピン芸人で、番組開始当初から出演。『福島のぶひろの、どうぞお構いなく。』『次は〜新福島!』 に出演している信宗啓太（よふかしイエロー）は、松竹芸能での後輩芸人に当たる。
  - 番組開始から、「外からいいんじゃない?」（月に1 - 2回のペースで放送される生中継コーナー）のリポーターを担当。2020年4月から2021年9月までは、月に1回のペースでスタジオへ登場するとともに、週替わり企画の1つ（冠企画）を進行していた。

以下の人物は週替わりの出演で、放送上は2022年10月28日から「週末案内人」と総称。福島の冠番組をベースに生放送で制作される新春特別番組にも登場している。
- やきそばかおる
  - 『次は～新福島!』でも、2018年度から2020年度まで、火曜放送分の冠コーナー（「ラジオ博愛主義 やきそばかおるの全国ラジオキコウ!」→「やきそばかおるの冬期集中ラジオ講座!」）に電話でレギュラー出演。当番組では、2020年5月15日から2022年10月14日まで、このパターンで「ラジオ博愛主義 やきそばかおるのラジオ旅、上機嫌。」に登場していた。「ラジオ旅、上機嫌。」の放送期間中は月に1回のペースで出演していたが、「週末案内人」と称してからは出演の頻度が減少。
  - 2020年12月17日に三才ブックスから刊行された共著書「必聴ラジオ2021」（福島が表紙のイラストを手掛けた書籍）では、プロデューサーへの取材などを基に、当番組の聴取を読者に勧める記事を執筆している。
- 梅林秀行（京都高低差崖会崖長）
  - 2021年10月22日から、清水が関岡に代わってパートナーを務めた2022年9月30日までは、月に1回のペースで「関西さんぽマスター」に出演。『福島のぶひろの、どうぞお構いなく。』でも、京都市・大阪市内での「さんぽ」（街歩き）ロケで案内役を務めていた。他の週替わり出演者に先駆けて、2022年10月28日放送分に「週末案内人」として登場。

#### 気象キャスター
- 前田智宏（毎日放送報道情報局気象情報部所属の気象予報士、2021年4月2日 -　）
  - 「お天気のお知らせ」（16時台の天気予報）の担当が日本気象協会関西支部から気象情報部へ移管されたことを機に、同コーナー限定でレギュラー出演。元・福井放送アナウンサーで、気象情報部の業務を担っている南気象予報士事務所へ転職したことを機に、2018年4月2日から『ちちんぷいぷい』（福島が当時レギュラーで出演していたMBSテレビ平日午後の情報番組）で気象キャスター（当初の肩書は「フィールド気象予報士」）を2021年3月12日の最終回まで務めた。

### 過去
- WEAR（ウェア）
  - 大阪市西成区を中心に活動していた6人組のご当地アイドルグループ。2019年11月以降にスーパー玉出空堀店（大阪市天王寺区）から生中継を実施する場合に、メンバーから1 - 2人が「マンスリーレギュラー」扱いでみつくにと共演していた[12]。2020年7月1日付でグループの解散を発表したこと[13]に伴って、同年8月28日放送分の「外からいいんじゃない?」を最後に出演を終了。
- 田矢信二（日本で唯一のコンビニエンスストア研究家）
  - 大阪府の出身で、2021年10月15日から月1回のペースで1年間放送されていた「あゝコンビニ総研」にのみ出演。

## タイムテーブル
公式サイト内の「コーナー紹介」 や、MBSラジオの公式番組表を基に作成。

生放送番組のため、時刻は目安。以下に記す「福島」「関岡」の役割は、本人が休演した日の生放送でも、基本として代演者が担っている。

「　」は放送上のコーナータイトルで、◎のコーナーは『上泉雄一のええなぁ!』金曜分から継承。

投稿されたメッセージが放送中に採用されたリスナーには、福島がパッケージのデザインを手掛けた「ゆったりしっとりウェットティッシュ」か「ふんわりふわふわ乾きティッシュ」を進呈する。

### 「夕方もポチっとMラジ」金曜枠への編入後（2024年10月以降の構成）
15時台

- 15:00　オープニング
  - 放送当日の大阪における日の入り時刻を福島が伝えた後に、関岡との間でトークをひとしきり展開。関岡が『法話が届くお年頃』を発表した2022年には、関連する情報（他局の番組での放送予定など）を随時盛り込んでいる。
  - 福島が『THE TIME,』で「列島リアルタイム中継」のキャスター陣に名を連ねてからは、毎日放送担当分の生中継が金曜日の早朝に組まれることが多い関係で、当日の中継でのエピソードをこのパートで明かすことが相次いでいる。
  - 2024年7月からは、この時間以降に放送するコーナーの概要、「週末ですよ〜!」に出演する「週末案内人」、番組ノベルティグッズのタオルハンカチのプレゼントの案内（当日のエンディングで当選者を発表）などを、オープニングトークの最後に関岡が紹介している。
- 15:10　インフォマーシャル
- 15:20　「福ちゃんの話、いいんじゃない?」（前半）→「福ちゃんの話、いんじゃない？」（2024年4月5日から）
  - 福島自身が興味を持ったイベントや、週末に訪問を勧めたいスポットなどで得られた「一次情報」を紹介するコーナー。他番組などとの兼ね合いで取材を見送った週には、福島・関岡の身の上話か、福島がさまざまな「コンテンツ」を自己流に解説する企画に充てている。福島が解説する「コンテンツ」の対象は幅広く、放送史や上方の文化に関する専門書、直近に刊行されたファッション誌、日本でかつて大ヒットを記録した映画などにも及んでいる。
  - 『次は～新福島!第2章=めばえ=』（2018年度版）の火曜日に放送されていた「役場でGO!」の流れを汲む取材報告企画だが、取材先からのお土産を、希望するリスナーから抽選で進呈するプレゼント企画と連動（当日のエンディングで当選者を発表）するところが「役場でGO!」と異なる。
    - 2021年に入ってからは、新型コロナウイルスへの感染拡大に歯止めが掛かっていないことなどを背景に、（大阪府以外の）都道府県が大阪市内に設けている大阪事務所やアンテナショップを福島が頻繁に訪問。（福島の出身地ではない）福島県や長崎県松浦市に関する話題を取り上げることも多く、同年9月17日放送分では栃木県知事（当時）の福田富一が電話で出演した。
    - 福島は宮崎県宮崎市の出身で、宮崎県の大阪事務所も頻繁に取材していることを背景に、2022年3月10日（木曜日）付で宮崎県から「みやざき大使」を委嘱。翌11日の当コーナーでは、宮崎県庁で執り行われた河野俊嗣知事からの委嘱式の収録音源が放送されたほか、「みやざき大使」としての初仕事（県内各地への視察）の模様を報告している[14]。その一方で、2022年7月15日には、山下達郎が来阪した際に収録した独占インタビューの音源を放送。妻の竹内まりやに対しても、2024年の9月第3週にインタビューを実施した（収録した音源を10月25日の17時台で放送の予定）。

  - 番組開始の当初から、当コーナーの同録音源のうちBGMを除いた音源を、放送後からMBSラジオのYouTube公式チャンネルで順次配信している。
  - 福島が休演した場合には、代演者の氏名の一部をタイトルの「～の話」（代演者が西靖の場合には「西さん」・近藤亨の場合には「亨ちゃん」）に組み込んだうえで、代演者の紹介を兼ねたフリートークに充てている。関岡による「定年退職」（毎日放送における正社員定年）直前の慰労休暇取得を受けて、弘松が関岡の代役として当番組に初めて出演した2024年4月26日放送分の当コーナーでは、福島が『金曜でいいんじゃない?』時代からの歴史や（過去の放送では明かしていなかった）裏話を紹介する目的で「関岡香定年退職記念　いんじゃない?クイズ」を弘松とリスナーに向けて出題していた。
- 15:40頃　「はぴねすくらぶラジオショッピング」◎
  - 福島がレギュラーで出演する番組では初めてのラジオショッピングコーナーで、関岡も同席。はぴねすくらぶの担当者が、福岡市の本社から電話で商品を紹介する。2021年10月1日までは、16:20頃に放送していた。
- 15:48頃　「MBSニュース」◎
  - 福島・関岡および、当番組と同じ時間帯にMBSテレビで放送されている『よんチャンTV』[15]（自社制作の関西ローカル向け生放送番組）金曜分への出演者を除く毎日放送アナウンサーが、シフト勤務の一環で担当する。2024年7月12日には、同年4月に新卒扱いで毎日放送へ入社したばかりの河西美帆が、この時間帯のニュースで「初鳴き」（アナウンサーとしての番組デビュー）を果たした[16]。
  - 2021年10月1日までは16:32頃に編成していたが、放送開始時間の繰り上げに伴って、翌週（8日）から15時台に放送。
- 15:51頃　「MBS交通情報」◎（放送開始時間の繰り上げに伴って新設）
- 15:55頃　リスナーから電子メールやFAXで寄せられた「お便り」（メッセージ）の紹介
  - 編成上は「お便り、いいんじゃない?」→「お便り、いんじゃない?」というコーナー名を付けているが、実際の放送では使われていない。

16時台

- 16:00頃　「福ちゃんの話、いいんじゃない?」（後半）→「続・福ちゃんの話、いんじゃない？」（2024年4月5日から）
- 16:15頃　通信販売関連のインフォマーシャル／MBSラジオからのイベントやサービスの告知
- 16:25頃　森下仁丹からのインフォマーシャル／「仁丹ラジオ劇場　銀粒の旅」（2023年7月から毎月最終週に編成）
  - リスナーから「仁丹」にまつわる思い出話を募集したうえで、その一部を福島が紹介。毎月最終週の前週には、希望するリスナーからの抽選を条件に、森下仁丹製品のプレゼント企画を実施している(毎月最終週で当選者を発表)。
  - かつて「仁丹」のCMに使われていたファンファーレ調のBGMを流しながら進行することが特徴で、投稿した思い出話が放送で採用されたリスナーには、当番組と森下仁丹のコラボレーション企画による特製ステッカーをプレゼント。インフォマーシャルの最後には、関岡の出演による森下仁丹のラジオCMを放送している。
  - 森下仁丹は2020年の4月から2021年9月まで週替わり企画（当時は17時台の前半に放送）、当番組の放送枠を拡大した2021年10月から2023年4月まで「福ちゃんの話、いいんじゃない?」前半パートのスポンサーに付いていた。上記のミニ企画（「仁丹」にまつわる思い出話の紹介と月に1回のリスナープレゼント）は番組の開始当初から週替わり企画→「福ちゃんの話、いいんじゃない?」前半パートの冒頭、ラジオCMは最後に組み込まれていたが、2023年5月5日（こどもの日）放送分からミニ企画を1コーナー扱いでこの時間帯に編成。「福ちゃんの話、いいんじゃない?」には、翌週（5月12日）から別のスポンサーが付いている。
    - 森下仁丹が当番組に深く関与しているのは、福島が毎日放送への入社前（「きぬ乃家じん丹」という高座名で活動していた龍谷大学の落語研究会時代）から「銀粒仁丹」（同社のロングセラー製品）を愛用していることによる。森下仁丹が創業130年を迎えた2023年には、1月1日放送の『福島のぶひろの大新年会!おめでとう日本』において、福島と森下雄司（当時の代表取締役社長）による対談企画（2022年末に収録）や同社製品のリスナープレゼント企画を特別に実施[17]。さらに福島は、森下仁丹大阪テクノセンター（大阪府枚方市）内で稼働している「銀粒仁丹」の製造ラインを見学したうえで、その模様を同年8月11日（山の日）放送分のオープニングパートと特設サイトで報告している。

  - 2023年7月28日からは、『銀粒の旅』（「銀粒仁丹」のPRを兼ねたラジオドラマ）を毎月最終週に生放送。「45歳の独身男性『銀田粒次郎』（ぎんだ・つぶじろう）が銀粒仁丹を携えながら日本各地（『仁丹』や森下仁丹の関係者と縁の深い土地）を一人で旅しては、旅先で出会った女性（マドンナ）と恋に落ちるものの、結局は失恋の憂き目に遭う」という設定で、銀田粒次郎役を福島、マドンナ役を関岡が演じている。2024年4月（26日放送）分では、関岡に代わってパートナーを務めていた弘松が「マドンナ」に扮したほか、石川県金沢市（北陸放送と弘松がかつて勤務していた石川テレビ放送の本社所在地）を「一人旅」の舞台に設定。
- 16:30頃　「歌詞三昧」（放送枠の拡大を機に新設）
  - 福島の冠番組の1つであった『福島のぶひろの歌詞研究会』（MBSラジオで2020年7月5日から9月27日まで放送されていた事前収録番組）を、1コーナー扱いで事実上復活。新旧の流行歌から毎回1曲の歌詞を福島が読み込んだうえで、歌詞に込められた真意・人間関係・世界観などについて、関岡と共に独自の考察を巡らす。
  - 取り上げる楽曲からワンコーラスを、考察の前後に1回ずつ流すことが特徴。2022年8月26日までは、17時台の前半に放送されていた。2023年5月以降は、森下仁丹のインフォマーシャルや『銀粒の旅』を終えた直後に、前述した同社のCMをはさんで放送を始めている。
  - 福島が休演する場合には、代演者が福島と同様に歌詞を独自に考察するパターン（近藤亨の代演時[18]が該当）か、音楽にまつわる他のテーマで代演者と関岡がトークを展開するパターン（西が初めて代演した時の「人前で初めて披露したカラオケの思い出話」など）で対応している。
  - 2023年11月17日放送分までに107曲を取り上げたことから、翌週（24日）の「福ちゃんの話、いいんじゃない?」では、「ベストヒット歌詞三昧」と称する総集編を初めて編成した。その一方で、2024年8月30日放送分では、リリース直後の楽曲（竹内まりやの『歌を贈ろう』[19]）の歌詞を初めて扱っている。
- 16:40頃　「ジャパネットたかたラジオショッピング」（2025年4月以降）
  - 『こんちわコンちゃんお昼ですょ!』と同様に福島と関岡に加えて、女性のショッピングキャスターが電話で出演。2024年9月までは「日本直販トク選ラジオショッピング」を、2024年10月から2025年3月までは「快適生活ラジオショッピング」をこの時間に行っており女性のショッピングキャスターがスタジオか電話で出演していた。「日本直販トク選ラジオショッピング」は、『上泉雄一のええなぁ!』が平日の夕方に編成されていた時期の「日本直販　ええなぁラジオショッピング」から金曜分を継承したコーナーで、2021年10月1日まで17:25頃に放送されていた。
- 16:45頃　「お天気のお知らせ」◎
  - MBSラジオにおける天気予報。毎日放送が独自観測による天気予報の発表業務を気象庁から認可されていることを背景に、2021年4月から金曜夕方分の予報を気象情報部が担当することに伴って、同部に所属する気象予報士の前田がスタジオで天気予報を伝えるようになった（月 - 木曜日の夕方分では日本気象協会関西支部の職員が引き続き日替わりで担当）。
- 16:48頃　リスナーからのメッセージ紹介
  - 2021年10月1日から2022年9月23日（秋分の日）までは、「Music gift from Fukushima」を放送。直後に『GIFT〜未来への贈り物〜』（TBSラジオが事前収録で制作していた平日の帯番組）の金曜分を組み込んでいたことを踏まえたコーナーだが、実際には「福ちゃんの話、いいんじゃない?」で取り上げた話題にちなんで福島が選んだ1曲を放送していた。
- 16:53　『GIFT〜未来への贈り物〜』（2022年9月23日まで）→『朗読のミカタ』（2022年9月30日から12月23日まで）→『三井ダイレクト損保 presents 強くてやさしい金曜日』（2023年1月 - 2024年9月）→『朗読のヒロバ』（2024年10月 - ）
  - 『朗読のミカタ』は（TBSラジオや他のネット局を含めて）『GIFT』の放送枠を継承した収録番組で、当番組には金曜分のみ内包。放送週によっては、「歌詞三昧」のように（TBSテレビのアナウンサーが）歌詞を朗読する企画を全曜日共通で編成していた[20]。ただし、「歌詞三昧」での福島のように朗読者が独自の解釈を披露する趣向までは施されておらず、放送上は朗読した感想を添える程度にとどめている。
  - 2023年1 - 3月には、制作局のTBSラジオが『朗読のミカタ』を週4日（月  - 木曜日）の放送へ移行させる一方で、金曜分の放送枠を『強くてやさしい金曜日』に充当。MBSラジオでは、『強くてやさしい金曜日』を当番組に内包する一方で、『朗読のミカタ』を「夕方もポチッとMラジ」レーベルの他番組内で2023年3月0日（木曜日）まで引き続き放送していた。
  - 『朗読のミカタ』の終了とともに、『ドライバーズ・リクエスト』（後述）の途中から平日の午後 - 夕方帯に編成されてきたJRNネットワークセールス（全局共通の収録）番組の放送枠から月 - 木曜分が消滅。「夕方もポチッとMラジ」レーベルの他番組では、2023年4月3日（月曜日）から当該枠を「ポチっとMini枠」（関岡を初めとする毎日放送のアナウンサーが週替わりで出演するMBSラジオ制作の事前収録コーナー）に転換している。その一方で、当初は「3ヶ月限定」と発表されていた『強くてやさしい金曜日』の放送期間が延長されたため、当番組では2023年4月7日以降も『強くてやさしい金曜日』を内包。『強くてやさしい金曜日』自体が2024年9月27日放送分で終了してからも、後継番組に当たる『朗読のヒロバ』を内包している。

17時台

- 17:00頃　「MBS交通情報」◎
  - 2024年7月以降は、直後に放送される「週末ですよ〜!」の概要と、当日に出演する「週末案内人」を福島が時報明けに紹介。また、「福ちゃんの話、いんじゃない？」からのプレゼント企画のおさらいの後で、交通情報につないでいる。
- 17:02頃　以下の週替わり企画（2022年8月26日までは「歌詞三昧」の時間帯に編成）→「週末ですよ〜!」（2022年10月28日から）
  - 「新書カイタイ新書」（2020年5月1日から月に1回放送）
    - 『次は〜新福島!』2019年度の水曜日21時台に放送していた企画（当該項で詳述）を復活。毎日放送の本社に近いMARUZEN&ジュンク堂書店梅田店の新書売場を担当する店員から、主に佐々木梓をスタジオに迎えながら、書店員の立場で推奨できる新書を紹介していた。佐々木は、「週末ですよ～!」への移行後も月1回ペースでの出演を継続(コーナー内で取り上げる本がマンガの場合は別の同じ梅田店で担当する店員が出演する)。

  - 「関西さんぽマスター」（2021年10月22日から月に1回放送）
    - 『ブラタモリ』（NHK総合テレビ）が京都・大阪界隈でロケを実施する場合に「案内役」をたびたび務めている梅林が、福島・関岡（少なくともいずれか1名が休演する場合には代演者）やリスナーを「さんぽマスター（散歩の達人）」にさせるべく、関西地方で地形の高低差がとりわけ大きいエリアの特徴や歩き方を紹介していた。「週末ですよ～!」への移行後も、主旨を変えながら月1回ペースでの出演を継続。
    - コーナータイトルに「散歩の達人」（梅林）とサンボマスターを重ねていることにちなんで、コーナーのオープニングとエンディングでは、サンボマスターの代表曲（テレビドラマ版『電車男』の主題歌）である『世界はそれを愛と呼ぶんだぜ』からサビの音源を流していた。

  - 「ラジオ博愛主義 やきそばかおるのラジオ旅、上機嫌。」（2020年5月15日から月に1回放送）
    - 『次は〜新福島!』内で2018年度（第2章）以降に放送されていた「やきそばかおるの全国ラジオキコウ」からの派生企画として編成。日本全国のラジオ番組の事情に詳しいやきそばが、旅先案内人ならぬ「ラジ先案内人」と称して、当コーナーにのみ基本として電話で出演していた。「週末ですよ〜!」への移行後は、出演の頻度を減らしながらも、このパターンでの出演を継続。
    - 2019年度まで日本全国のラジオ番組から毎週1つの番組を紹介していた「全国ラジオキコウ」と違って、毎回1つの都道府県を対象に、その地域の地元ラジオ局が制作・放送する複数のローカル番組を、御当地のグルメ・観光情報とともに取り上げていた。

  - 2022年10月28日放送分からは、「素敵で有意義な週末の過ごし方を提案する」というコンセプトを新たに設けたうえで、この時間帯の企画を「週末ですよ〜!」と総称。上記の企画名を放送上使わない代わりに、『時間ですよ』（TBS制作の連続ドラマシリーズで、第4シリーズ『時間ですよ 昭和元年』ラスト2話より毎日放送でも同時ネット[21]）のオープニングを模した演出を冒頭に入れるようになった。また、佐々木・やきそば・梅林に加えて、福島・関岡の同僚に当たるアナウンサー（西靖・藤林温子・西村麻子・松井愛など）、ドクター・キャピタル（アメリカ合衆国の出身ながら関西弁が堪能で「音楽博士」という異名を持つミュージシャン）[22]、スズキナオ（東京都出身・大阪府在住のフリーライター[23]）なども「週末案内人」と称して週替わりで出演。
  - 下記は「週末ですよ〜!」への移行を機に終了したコーナー。 
    - 「あゝコンビニ総研」（2021年10月15日から月に1回放送）
      - 「日本国内に5万6,000もの店舗が存在する」というコンビニエンスストア（コンビニ）をテーマに、セブン-イレブン・ローソンやコンサルティング会社へ勤務した経験を持つ「日本唯一のコンビニ研究家」田矢が、スタジオで最新情報を紹介していた。
- 17:25頃　フリーゾーン（インフォマーシャルか以下の企画を随時放送）
  - リスナーからのメッセージの紹介（15時台の終盤と同様）
  - ゲストをスタジオに迎えてのクロストーク
    - 編成上のタイトルは「入ってもらって、いいんじゃない?」→「入ってもらって、いんじゃない?」で、のんびりしたペースとゆったりした雰囲気でソ進行。当番組の開始前月（2019年9月30日にFM COCOLOで放送された『HIRO T'S AMUSIC MORNING』最終回）でラジオDJを引退したばかりのヒロ寺平を初回のゲストに迎えるなど、『次は〜新福島!』 で2018年度（第2章）まで放送されていた「ラジオ博愛主義!パイセンがやってきた!」[24] を事実上受け継いでいる。
    - 2020年3月28日までは17時台の前半で毎週放送されていたが、日本国内で新型コロナウイルス感染症の流行が拡大していることを踏まえて、同年4月5日放送分から不定期での放送に移行。前述した「福ちゃんの話、いいんじゃない?」で長崎県松浦市に関する話題（名物のアジフライなど）を繰り返し取り上げている縁で、2022年7月22日放送分では市長の友田吉泰をスタジオに迎えた。
      - 福島は2023年4月28日（金曜日）に、大阪市内で友田から「松浦アジフライ大使」を委嘱[25]。これを機に、「はぴねすくらぶラジオショッピング」では、松浦市内で水揚げされたアジを同市が提唱する手法（1回限りの冷凍を意味する「ワン・フローズン」など）に沿って市内で加工した「松浦アジフライ」を（他局・他番組での放送分を含めて）本格的に取り扱うようになった。さらに友田は、関岡に代わって弘松が福島のパートナーを務めていた2024年4月26日放送分（16時の時報明け）に再び出演。福島に対して、「松浦アジフライ大使」の委嘱期間（1年間）を更新することをスタジオで直々に伝えている。

  - 「外からいいんじゃない?」→「外からいんじゃない?」（月1回ペースの生中継）
    - 基本として代走みつくにがリポートを担当しているが、他の人物が「代走の代走」として出演することがある。

  - 『法話が届くお年頃』関連の企画（詳細後述）
- 17:32頃　『ネットワークトゥデイ』◎
- 17:40頃　エンディング（放送上は17:43で本編を終了）
  - 福島が関岡に「今日の放送はどうですか?」などと水を向けると、関岡が艶っぽい声色で「いいんじゃない?」（2024年4月5日以降の放送では「いんじゃない?」）と返すやり取りで締めくくることが特徴。関岡が不在の場合にも、関岡が事前収録でこのようにささやいた音源を流すか、代演者（山崎・西・清水など）が自己流の口調でささやいている。
- 17:43 - 17:45　『地震防災メモ / 気象一口メモ』◎
  - 編成上は当番組の1コーナーとして扱われているが[26]、実際には単独番組として放送。

### 単独番組時代（2021年10月1日まで）
15時台

- 15:30　「福ちゃんの話、いいんじゃない?」（オープニング）
  - 当時は、『上泉雄一のええなぁ!』の「知ってええなぁ!ちなみNEWS」（福島もかつて担当していた16:00前後のコーナー）と共通のスポンサーが付いていて[27]、オープニングトークから直接本題に入っていた。『ええなぁ!』では上泉がタイトルコールに続いて提供クレジットを読んでいたのに対して、当コーナーでは関岡が提供クレジットを最後に紹介。
  - 福島は2021年5月7日の当コーナーで披露した話（京都市内の桐箱職人を取材）を、『地方創生プログラム ONE-J』（TBSラジオの制作によるJRN32局同時ネットの生放送番組）の同年6月27日9時台「ローカルレコメンド」（ネット各局からの電話リポートを放送するコーナー）にて、全国向けに改めて紹介した。

16時台

- 16:07頃　「MBS交通情報」◎（当時の『ええなぁ!』月 - 木曜分では16:20頃に放送）
- 16:10頃　「お便り、いいんじゃない?」
- 16:16頃　「はぴねすくらぶラジオショッピング」[28]◎（当時の『ええなぁ!』月 - 木曜分の16:22頃に内包）
- 16:22頃　「MBSニュース」◎（当時の『ええなぁ!』月 - 木曜分では16:30前後に放送）
- 16:33頃　「お天気のお知らせ」◎（当時の『ええなぁ!』月 - 木曜分では16:50前後に放送）
  - 2021年4月から8月最終週までは、ジャパネットたかたが全曜日のコーナースポンサーに付いていた。実際には同社のCMを放送しない代わりに、福島（月 - 木曜日には上泉）が同社からのインフォマーシャルを天気予報に続いて紹介。
- 16:37頃　「外からいいんじゃない?」または「お便り、いいんじゃない?」
  - 「外からいいんじゃない?」では、毎月最終週のみ、スーパー玉出空堀店から生中継。2回目の中継（2019年11月29日放送分）からは、「WEAR」のメンバー（1 - 2名）も参加していた。
    - 2020年8月28日放送分では、「『WEAR』の解散ライブを控えたメンバーが解散後に向けて『スーパー玉出』の採用面接に臨む」という設定で、中継先を株式会社フライフィッシュ（「スーパー玉出」名義によるスーパーマーケット事業の運営会社）の本部に変更。この中継を最後に出演を終了する「WEAR」のメンバーを、みつくにがオリジナルのギャグで送り出していた。
- 16:45頃　「フクシマーズリクエスト」（2021年9月24日まで）→「Music gift from Fukushima」（同年10月1日のみ）
  - 「フクシマーズリクエスト」は、直後に金曜分が放送されていた『ドライバーズ・リクエスト』（TBSラジオ制作）にちなんだコーナー。趣旨は「Music gift from Fukushima」と同じだが、当日の「福ちゃんの話、いいんじゃない?」にちなんだ1曲を流した後に、当日の『ドライバーズ・リクエスト』の概要を福島が力説していた。概要については、先行ネット局における当日の放送内容を、普段から駆使している「radikoプレミアム」のエリアフリー聴取サービスを通じて本番前に把握していたという。
  - 『ドライバーズ・リクエスト』が2021年9月24日放送分で終了することが決まったことを受けて、「本家（同番組）がなくなった後も（当コーナーが）残るというのはおかしい」「母屋の解体に伴って我々“離れ”も解体する」という理由で終了。翌週（9月27日＝月曜日）から『GIFT〜未来への贈り物〜』の放送が始まったことに伴って、「Music gift from Fukushima」に改題した。ただし、『GIFT』では「馬場典子（パーソナリティ）と（月 - 木曜分を含めた）全曜日共通のゲストによる対談」で構成されているため、福島は金曜分の概要を紹介していない。
- 16:52頃　『ドライバーズ・リクエスト』（2021年9月24日まで） → 『GIFT～未来への贈り物～』
  - 『ええなぁ!』では、2021年9月22日（水曜日）まで『ドライバーズ・リクエスト』、9月27日（月曜日）から30日（木曜日）までの4日間のみ『GIFT～未来への贈り物～』の月 - 木曜分を内包。
  - 当番組では、金曜分を「フクシマーズリクエスト」から直結させていた。また、『ドライバーズ・リクエスト』の放送中に、打ち合わせ抜きでスタジオの動画を撮影。その動画を「怒等離苦の間（ドラリクのマ）」と称して、撮影後にtwitter上の公式アカウントで公開している。

17時台

- 17:00頃　「MBS交通情報」◎
- 17:02頃　
  - 「入ってもらって、いいんじゃない?」（2020年3月28日まで毎週放送）→週替わり企画（4月5日以降）。
    - 週替わり企画のうち、「夕方もポチッとMラジ」への編入後も継続した企画は前述。編入前は、以下の企画も放送していた。
      - リスナーが電話で参加できるイントロクイズ（2020年4月10日から月に1 - 2回放送）
      - 「代走みつくにのギャグキューピッド」（2020年4月24日から同年8月7日まで月に1回放送）
        - リスナーが激励したい人に対して、みつくにが「花キューピット」さながらに、「ギャグ配達人」と称して「世界に一つだけのオリジナルギャグ」を贈る企画。みつくにがスタジオ、ギャグ作りを依頼したリスナーが電話を通じて出演していた。
        - リスナーから寄せられた激励したい人のエピソードを関岡が紹介した後に、リスナーが電話で出演。みつくにが、そのエピソードを基に考え出したギャグを披露した。出演したリスナー本人には3,000円分のクオカード、そのリスナーが激励したい人には、ギャグの披露シーンの同録音源を用いたオリジナルのCDをプレゼント。

      - 「ギャグショップDAISOU」（「代走みつくにのギャグキューピッド」の後継企画として2020年9月4日から月に1回放送）
        - みつくにが番組の経費で100円ショップから購入したアイデアグッズを、そのグッズにちなんだオリジナルギャグを交えながら紹介する企画。コーナータイトルの「DAISOU」には、みつくにの芸名（代走）に、100円ショップのトップブランドであるダイソー（DAISO）を重ねている。
- 17:25頃　「日本直販トク選ラジオショッピング」（『ええなぁ!』では当時の月 - 木曜分で「日本直販ええなぁラジオショッピング」として放送）
- 17:32頃　『ネットワークトゥデイ～今日のニュースのまとめ～』◎
- 17:40頃　エンディング
- 17:43 - 17:45　『地震防災メモ / 気象一口メモ』◎

以下は2019・2020年度のナイターオフ期間限定で放送

- 17:45 - 18:00　『もうちょっと、いいんじゃない?』
  - 上泉が単独で進行していた『今日のウワ言』と違って、福島・関岡とも、本編に続いて出演。本編で「もうちょっと」話したかったことを、いわゆる「楽屋トーク」方式で、時間の許せる限り語り合っていた。2021年度のナイターオフ期間（2021年12月 - 2022年3月）には、この時間帯に『Mラジ　こどもスマイル』という単独番組を編成。
  - 1行中に最大で9文字までしか収められないラジオ番組表では、タイトルを「もうちょっと、いい」と表記。放送日によっては、毎日放送のアナウンサー室が関与する番組・イベント・企画の告知や、ラジオショッピングコーナーを入れていた。
  - NPBポストシーズン期間中の金曜日に、クライマックスシリーズのナイトゲームを『MBSベースボールパーク』として17:54から中継する場合には、17:53で終了していた。
    - NPBレギュラーシーズンと重なる年度上半期には、『もうすぐベースボールパーク』（『MBSベースボールパーク』ナイトゲーム中継枠の前座番組）を17:45 - 17:53に編成するため、前述した本編のみの放送。火 - 木曜分の前座番組『まだまだええなぁ! もうすぐベースボールパーク』の上泉と違って、福島・関岡とも出演せず、『MBSベースボールパーク』金曜日のスタジオアシスタント・豊永真琴が単独で進行していた[29]。
      - 2020年には新型コロナウイルスへの感染拡大の影響でレギュラーシーズンの開幕が6月19日に持ち越されたため、開幕の前週（同月12日）まで『もうちょっと、いいんじゃない?』を継続。さらに、レギュラーシーズンの延期によって日本シリーズが11月の下旬に組まれたことに伴って、『もうすぐベースボールパーク』を同月27日まで放送した。
        - 2020年度の『もうちょっと、いいんじゃない?』は、2020年12月4日から2021年2月26日まで放送。2021年にはNPBレギュラーシーズンの開幕が3月26日（金曜日）に予定されていたことから、開幕までの3週間（5日・12日・19日）は、『もうちょっと、いいんじゃない?』の時間帯に以下の番組を編成した。
          - 17:45 - 17:55＝『ワクワクをお届け!ジャパネットたかたラジオショッピング』
          - 17:55 - 20:00＝『ナジャ・グランディーバのレツゴーフライデー』（ナイターオフ期間の火 - 金曜日18:00 - 20:00の生放送番組レーベル「MBSヨル隊」金曜枠の放送時間を5分拡大）
            - 3月26日には、東京ヤクルトスワローズ対阪神の開幕戦（明治神宮野球場）を、『MBSベースボールパーク』として17:55から自社制作で中継した。この試合では当初、開始時間が18:00に設定されていた。しかし、この日から4月17日までの期間に関東圏の一部（東京都・神奈川県・埼玉県・千葉県）の球場で予定しているナイトゲームの開始時間（例年は基本として18:00）を、新型コロナウイルスへの感染拡大防止策の一環で17時台後半に繰り上げることを、NPBが開幕直前の3月22日に決定。主催球団のヤクルトは試合開始時間を17:30に繰り上げたものの、MBSラジオではジャパネットたかたとの契約で、同月中は上記のラジオショッピングの放送枠を固定せざるを得なかった。結局、26日もラジオショッピングを放送したため、『MBSベースボールパーク』では自社制作でありながら開幕戦途中からの中継を余儀なくされた。

  - 2020年2月28日には、福島が当コーナーまで全編にわたって出演した後に、朝日放送ラジオナイターオフ期間の生ワイド番組『伊藤史隆のラジオノオト』（2017・2018年度には火 - 木曜日、2019年度には火・水曜日における『次は〜新福島!』シリーズの裏番組）で伊藤史隆（朝日放送テレビアナウンサー）の「スペシャルパートナー」を務めた。伊藤がかねてから福島のゲスト出演を望んでいたことや、同年1月1日にMBSラジオで生放送の新春特別番組『福島のぶひろの大新年会!おめでとう日本!』で伊藤をゲストに招いたことを背景に、異例の出演が実現した。毎日放送本社から（『ラジオノオト』用のスタジオがある）朝日放送グループ本社（大阪市福島区）への移動時間などが考慮されたため、実際には後半に1時間程度（19:43 - 20:35）出演。本番終了（20:59）を待たずに朝日放送本社を後にすると、毎日放送の本社へ戻って、当時「情報プレゼンター」としてスタジオでの生放送に出演していた『サタデープラス』の打ち合わせに臨んだという。

## 当番組からの派生企画
2020年12月には、リスナーからのリクエストを受けて、福島を中心に「関岡香カレンダー製作委員会」を結成。翌2021年が丑年であったことにちなんだ関岡の撮り下ろし写真を使用したカレンダーを3本限定で製作した後に、2人揃って出演した新春特別番組『福島のぶひろの、こいつぁ春から、ぁ縁起が～いいんじゃない?』（同年1月2日に生放送）で、希望者から3名に進呈した。

### 「日本初のおつとめ系アイドル」プロジェクト
2021年には、福島が「H1法話グランプリ2021」（10月30日に奈良市で開催）を前日（同月29日）放送の当番組で紹介したところ、リスナーから寄せられたメッセージがきっかけで「関岡のアイドルデビュー」という企画に発展。このメッセージに対して関岡が自身の年齢（当時57歳）にちなんで発したフレーズ（「法話が届くお年頃」）を冠したオリジナルの楽曲を同年12月に制作したうえで、関岡の歌唱による収録音源を『福島のぶひろの大新年会!おめでとう日本!』（2人が揃って2022年1月1日に出演した新春特別番組）で初めて放送した。『法話が届くお年頃』の楽曲化に際しては、福島が「関西の秋元康」と称して作詞やジャケット画像のデザインなどを手掛けたばかりか、関岡に向けて「国民のOBA（おばあ）」「日本初の『おつとめ系アイドル』」といったキャッチフレーズを考案。当番組でも、2022年最初のレギュラー放送（1月7日）から、関岡の歌唱音源を折に触れて流している。また、『法話が届くお年頃』のPRを兼ねたキャンペーンは、他の民放ラジオ局にも波及。春のお彼岸シーズンである2022年3月から、以下の番組で『法話が届くお年頃』が放送されている。
- 3月7日（月曜日）『ラジ和尚・長谷雄蓮華のちょっと、かけこまナイト!』（JRNシングルネット局のCBCラジオ）
  - やきそばかおるが「やきそばかおるの今日もラジオです」（19時台のコーナー）にレギュラーで出演している関係で、同コーナーを通じて、MBSラジオ以外のラジオ局で初めての放送が実現。
- 3月8日（火曜日）『PAO〜N』[33]（NRNシングルネット局の九州朝日放送）
  - 14時台後半の「いわぶ見梨のムーブ・ミュージック」で放送。『法話が届くお年頃』を最初に知ったプロデューサーが毎日放送の総合編成局を通じて関岡のゲスト出演を正式に依頼したところ、6月21日（火曜日）放送分の同コーナーで、電話による関岡の生出演と（氷川きよしコンサートのバックバンドメンバーによるホーン・セッションをオリジナルの音源に加えた）「アップグレード・バージョン」の放送が実現した。
- 3月19日（土曜日）『土曜 de R。』（九州朝日放送の競合局でJRNシングルネット局のRKB毎日放送）
  - 福島・関岡とも面識があるばかりか、福島を敬愛していることを公言している冨士原圭希（RKB毎日放送アナウンサー）が栗田善太郎とのコンビでパーソナリティを務める北部九州（福岡・佐賀両県）ローカルの生ワイド番組。音楽に造詣の深い栗田が『法話が届くお年頃』を聴いたうえで関岡の歌い方に物申したため、当番組では前述した「アップグレード・バージョン」を放送後に制作したほか、「（関岡）香ちゃん再録への道」（本格的なボイストレーニングや『法話が届くお年頃』の再レコーディング）というプロジェクトを新たに立ち上げている（9月16日の「福ちゃんの話、いいんじゃない?」内で再レコーディングの模様と再録音源を放送）。
- 3月20日（日曜日）『いい曲プレゼンターズ』[33]（JRN／NRNクロスネット局の熊本放送）
- 3月25日（金曜日）『坂ちゃんのずくだせえぶりでい』[34]（JRN／NRNクロスネット局の信越放送）
- 3月25日（金曜日）『10000 Buzz Machine』[35]（JRN／NRNクロスネット局の大分放送）
- 4月11日（月曜日）『Clip』[36]（独立局のラジオ関西）
- 4月11日・18日（月曜日）『晋照☆法玲のわくわくラジオ』（JRN／NRNクロスネット局のIBC岩手放送）[37]
  - 『法話が届くお年頃』が誕生するきっかけになった「H-1法話グランプリ2021」へ出場していた破石晋照（はせき しんしょう…中尊寺僧侶・男性）と南洞法玲（なんとう ほうれい…毛越寺僧侶・女性）がパーソナリティを務める15分の収録番組で、IBC岩手放送アナウンサーの今井日奈子（福島も出演している『THE TIME,』「列島リアルタイム中継」の岩手県・秋田県担当キャスター）が4月4日放送分から3週にわたって「ゲストプレゼンター」として出演したことによって放送が実現。
- 5月27日（金曜日）『KRY Morning Up』（JRN／NRNクロスネット局の山口放送）
  - 山口県山陽小野田市出身のやきそばが毎月第4金曜日に電話で出演する9時台前半のコーナーで、（山口放送のアナウンサーが過去に発表した楽曲[38]を含めて）「アナウンサーが歌った曲」という特集を組んだことによって放送が実現した。当日は「やきそばかおるのラジオ旅、上機嫌。」の放送日でもあったことから、やきそばは本番後に同コーナーへ電話で生出演。
- 7月7日（木曜日）『GO!GO!らじ丸』（JRN／NRNクロスネット局の青森放送）
  - 『福島のぶひろの大新年会!おめでとう日本!』で『法話が届くお年頃』発表会の司会を務めたほど福島との親交が深く、2021年にもゲストとして『GO!GO!らじ丸』に登場していた西寄ひがし（氷川きよしコンサートの専属司会者）が、「午後の演歌の時間」（演歌の推薦曲を紹介する13時台前半のコーナー）に電話で出演したうえで「推薦曲」の1つとして放送。西寄は放送中に『法話が届くお年頃』へ前口上を付けたばかりか、リスナーの住職に向けて行事で流すことを勧めたり、この曲の制作につながった「『寛大な上司（関岡）』と『上司を大いに尊敬している部下（福島）』」という毎日放送社内での関係性をパーソナリティの筋野裕子（青森放送アナウンサー）と共に絶賛したりしていた。
- 8月19日（金曜日）『やきそばかおるのラジオコンシェルジュ』（コミュニティFM局の渋谷のラジオ）
  - 「ラジオ音楽特集」（ラジオ局やラジオ番組から生まれた楽曲の特集）内で放送。当日は「やきそばかおるのラジオ旅、上機嫌。」の放送日でもあったことから、やきそばは当番組に続いて、21:30からの本番（生放送）に臨んでいた。

当番組では、寺院の行事に『法話が届くお年頃』を使用することを宗派を問わず容認。IBCの今井が『法話が届くお年頃』に合わせた振り付けを自身の意思で考案したり、関岡が「おつとめ系アイドル」になり切って『法話が届くお年頃』を歌った音源が「20秒PRチャレンジ」（2022年6月第2週の「Mラジ1周年 ドリームウィーク」に向けた番組宣伝企画）に使われたりする事態に至っている。
2022年9月21日（水曜日）から、『法話が届くお年頃』を配信限定シングルとして有料でリリース。 配信音源の種類が（再録音源やカラオケ音源を含む）3種類にわたっていることから、配信の開始に際しては、夢グループが（毎日放送を含む）民放テレビ局で頻繁に放送している通信販売のCMにちなんだ「福グループときめきインフォメーション」（福島が夢グループ代表取締役社長の石田重廣・関岡が演歌歌手の保科有里に扮するインフォマーシャル）も特別に作られた。さらに、関岡は同年10月13日の『茶屋町ヤマヒロ会議』（「夕方もポチっとMラジ」の木曜枠で当時放送されていた生ワイド番組）、14日の当番組本番前に『ありがとう浜村淳です』（当時放送されていた平日版）へ「デビューキャンペーン」と称して相次いでゲスト出演。いずれの番組でも、『法話が届くお年頃』が実際に放送された。
また、2023年1月1日（日曜日）に編成された同年分の『福島のぶひろの大新年会!おめでとう日本!』では、関岡による『法話が届くお年頃』のゲリラライブ（今井から教わった振り付けと西寄の前口上を伴った初めての公開歌唱イベント）を生放送の終盤に「ちゃぷらステージ」（毎日放送本社M館1階のオープンステージ）で敢行した。さらに、福島が「H-1法話グランプリ2023」（12月2日に奈良市内で開催）の司会を任されたことがきっかけで、同日の会場（なら100年会館）では関岡による社外初のライブを開催。MBSラジオのYouTube公式チャンネルでは、ライブの本編や前後の様子を当番組のスタッフが撮影した動画を、当番組が放送された12月8日から配信している。
MBSラジオでは、関岡がパーソナリティやアシスタントとして出演している他番組でも、『法話が届くお年頃』を折に触れて放送。関岡と来栖正之（1989年に毎日放送へ入社したアナウンサー）が2024年の春（関岡は4月・来栖は5月）に「還暦」（60歳）と同局の正社員定年を相次いで迎えることを背景に、2024年2月22日（木曜日）未明の『Mラジ Music Treasures』（MBSラジオの事前収録番組）で放送された「関岡香と来栖正之のたして120ミュージック」でも、この曲が「関岡からの最後のリクエスト曲」としてエンディングの間際に流れていた。
その後は『法話が届くお年頃』を放送で取り上げる機会が途絶えていたが、2024年9月5日（木曜日）の『ミッツ・マングローブのOSAKA・ん!メガミックス』（『茶屋町ヤマヒロ会議』の後継番組）内で2度にわたって放送。番組内で16時台の「MBSニュース」を担当することになっていた関岡は、この曲が「『今週のAMリスナーズチャート』（当日のテーマは「MBSラジオに縁のある楽曲」）の候補曲の1つ」に挙げられていたことを受けて、担当の前に本編のオープニングトークへ急遽参加した。『法話が届くお年頃』は「リスナーズチャート」入りを逃したものの、翌日（当番組を放送していた9月6日）が「MBSラジオの日」でもあったことから、『OSAKA・ん!メガミックス』ではこの曲を流しながら本編を締めくくっている。